# Fatoumata Diango
Fatoumata Diango, née le 24 avril 1986 à Dakar, est une joueuse sénégalaise de basket-ball évoluant au poste d'ailière.

## Carrière
Fatoumata Diango étudie la banque et la finance à l'Institut Polytechnique de Dakar (IPD) Thomas Sankara.
Elle évolue en club à l'ASC Jeanne d'Arc, puis à l'ASC Jaraaf avant de rejoindre le Dakar Université Club. Elle devient en 2021 joueuse de l'ASC Ville de Dakar.
En sélection nationale, elle est troisième du Championnat d'Afrique féminin de basket-ball des moins de 20 ans en 2006 au Mozambique.
Elle connaît sa première sélection en équipe du Sénégal lors des Jeux de la Francophonie de 2009 à Beyrouth qui voit les Sénégalaises terminer deuxièmes. Elle remporte le Championnat d'Afrique féminin de basket-ball 2009 à Madagascar.